# 梅特利卡市鎮
梅特利卡市鎮（斯洛維尼亞語： 發音：[mɛˈtliːka] ⓘ），是斯洛維尼亞東南部下卡尼奧拉傳統地區的一個市镇。行政中心为梅特利卡。該市鎮成立於1994年。

## 外部連結
- 维基共享资源上的相關多媒體資源：Municipality of Metlika
- Municipality of Metlika on Geopedia （页面存档备份，存于）
- Metlika municipal site （页面存档备份，存于）